# Ojo de la providencia

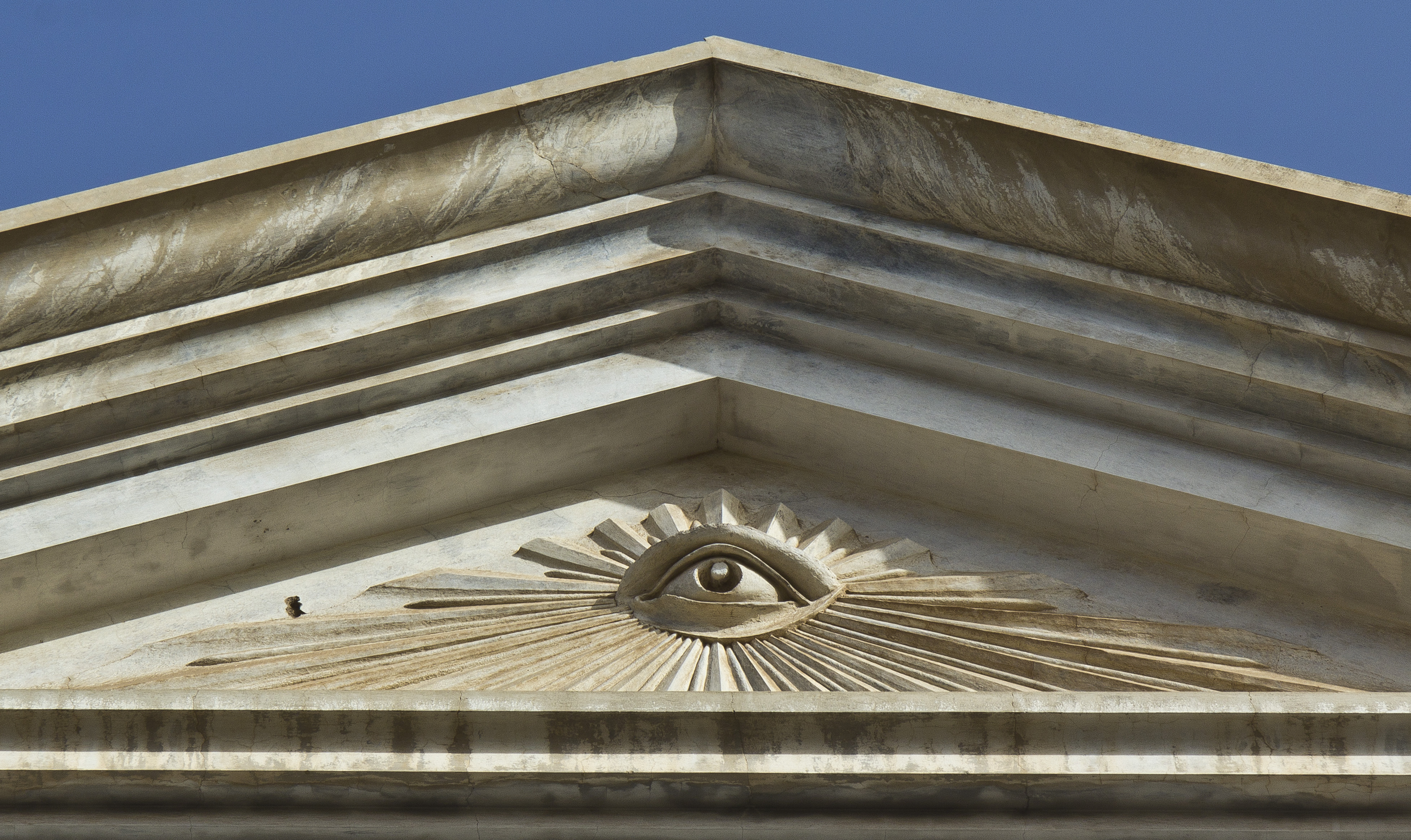
El Ojo que todo lo ve, en la fachada del Templo Masónico de Santa Cruz de Tenerife.

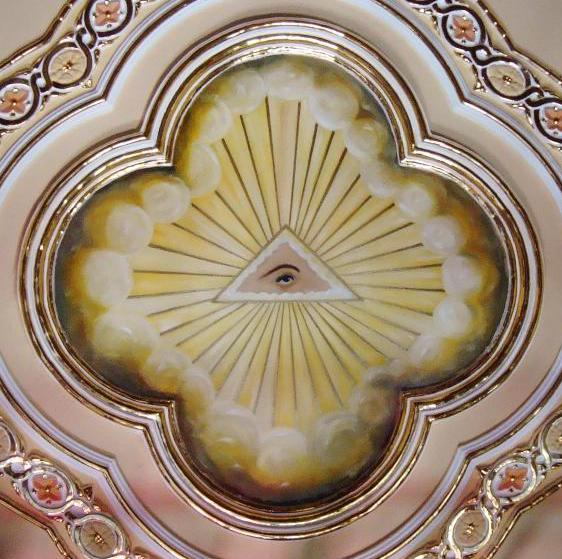
Ojo de la Providencia. Detalle en la iglesia de san Pedro Apóstol en Estado de México.

Ojo que todo lo ve, Sello de los Estados Unidos

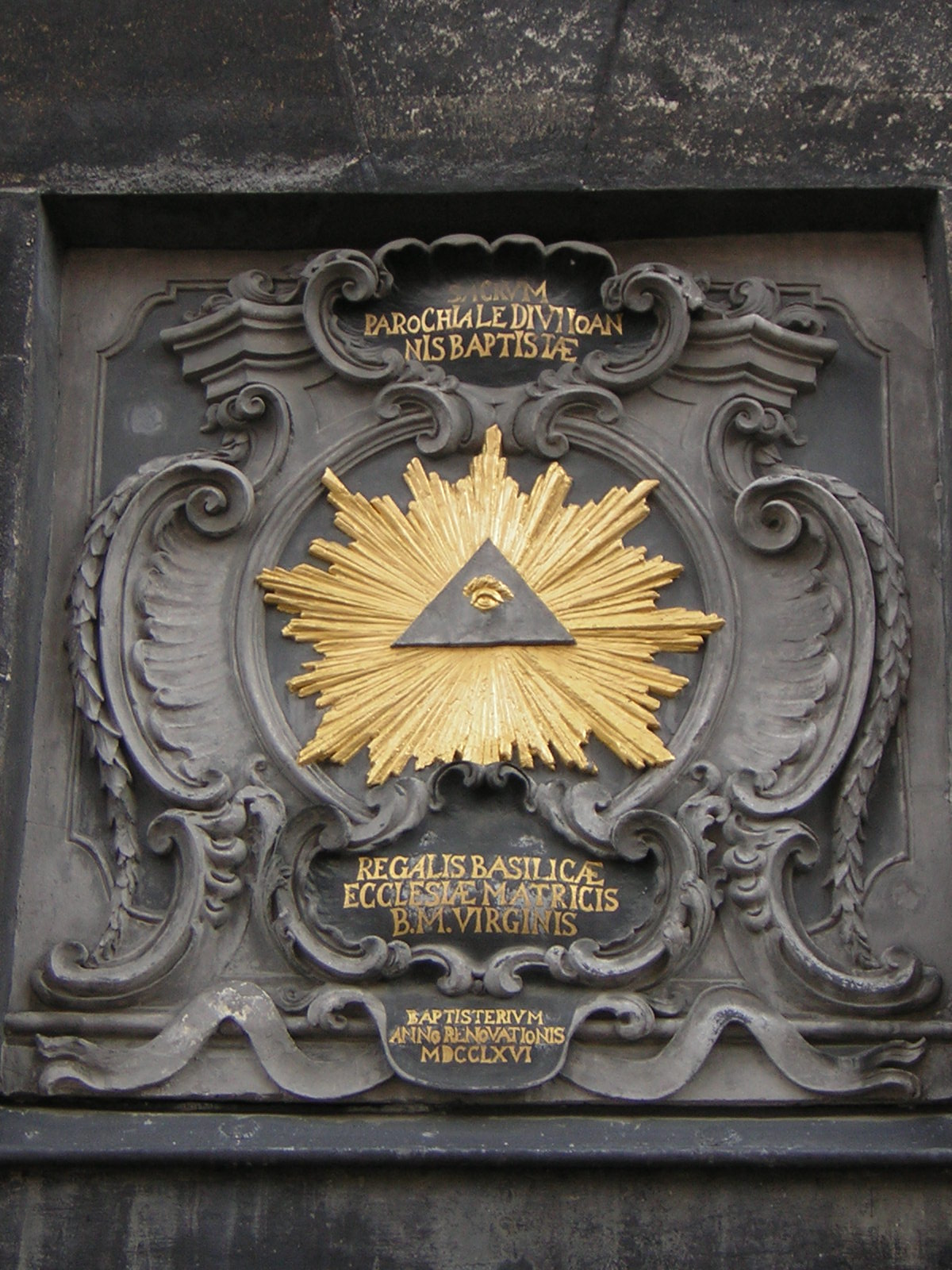
Ojo de la Providencia, catedral de Aquisgrán

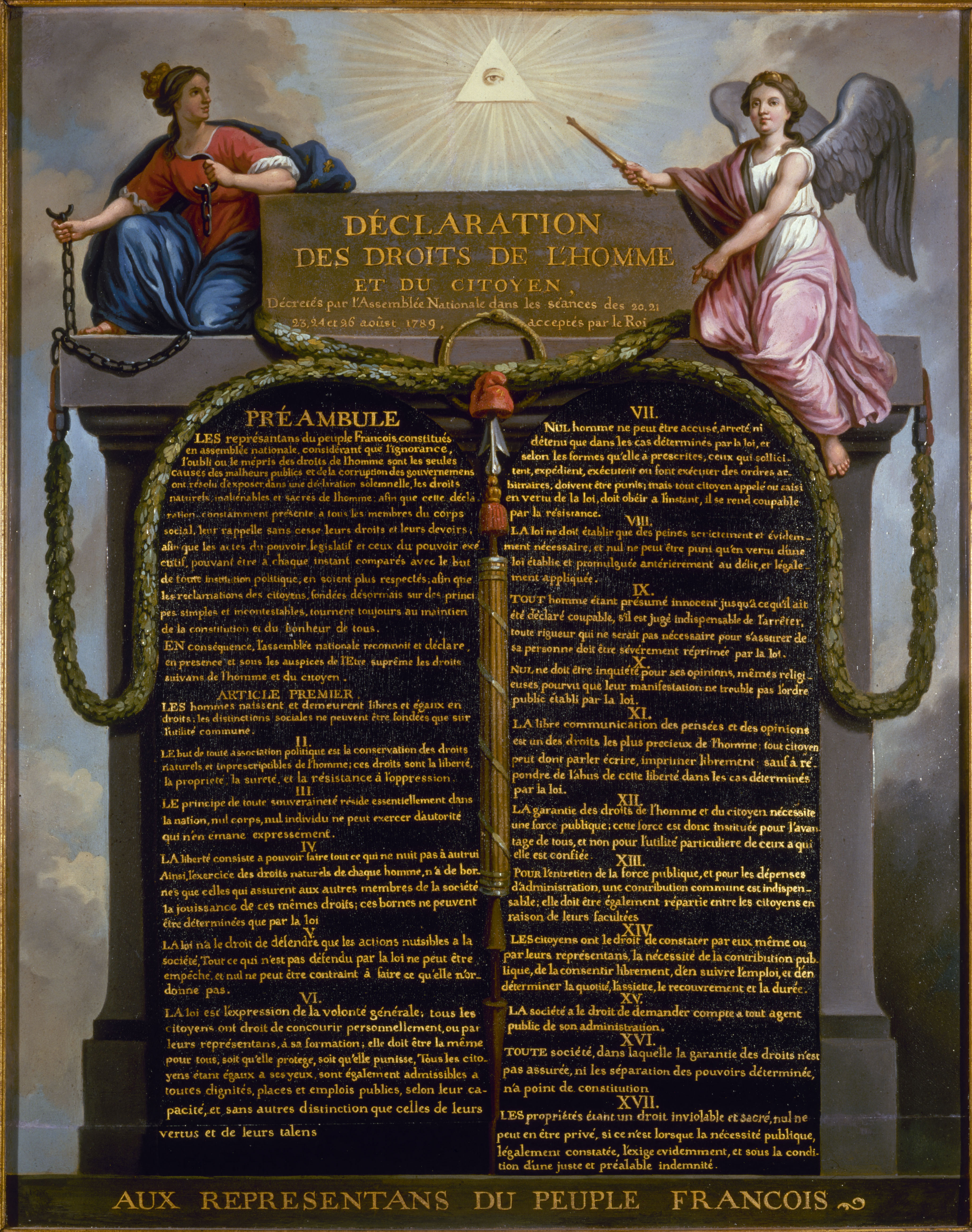
Declaración de los Derechos del Hombre y del Ciudadano de 1789 con el símbolo del "Ojo que todo lo ve".

El Ojo de la providencia, también llamado Ojo que todo lo ve, fue un símbolo usado por cristianos a partir del siglo XVII, el ejemplo más temprano es el de pontormo en el año 1525 cena en emmaus, aunque el símbolo fue dibujado después, en los años 1600, luego con el tiempo la masonería usó 
este símbolo pero se observa que la pirámide tiene otras dimensiones en su figura.   
«Principio de la manifestación misma» y de «omnipresencia» en su «significado especial de providencia». El símbolo ha sido usado tanto dentro de contextos religiosos, como mágicos, y políticos, y también forma parte del simbolismo masónico.

## Simbología
El ojo que todo lo ve, comparte la simbología básica del ojo en cuanto relacionado con la vista, la luz, la sabiduría y el espíritu, por lo que su historia está relacionada con el uso de este símbolo dentro de las religiones históricas y las mitologías antiguas.

### Ojo de Horus egipcio
Conforme a la mitología egipcia, el dios Seth asesinó a su hermano Osiris para evitar que tuviese más descendencia y poder así tomar y conservar el trono real. Sin embargo, Isis dio a luz en secreto a Horus, hijo de Osiris, conservándolo oculto para protegerlo y evitarle la muerte a manos de su tío. 
Cuando Horus hubo crecido, retó a su tío Seth buscando la venganza de su padre asesinado, la pelea no terminó hasta que los dioses intervinieron y entregaron el trono a Horus, quién perdió su ojo derecho en esta batalla. Mientras tanto a Seth se le encomendó la tarea de sustituir el ojo dañado de Horus, según una versión, mientras que otra señala que el ojo fue restituido por el dios Toth escupiendo sobre él. Horus decidió honrar a su padre dándole de comer el ojo recuperado, con lo que Osiris cobro vida nuevamente en una ceremonia presidida por Horus, Tot y Anubis.
Así, el Ojo de Horus se convirtió en símbolo de los dones entregados por los dioses, así como de vida y resurrección conocido como udyat, deviniendo en un popular amuleto entre los egipcios.

### Cristianismo
El uso del triángulo como símbolo religioso data desde los primeros siglos del cristianismo, donde se le encontraba conformado por tres peces, simbolizando el bautismo o relacionado con el Crismón símbolo de Cristo, sin embargo no es un símbolo común. Entre el siglo VIII y IX comenzó a usarse como un símbolo de la Trinidad en la forma de un nimbo que rodeaba las cabezas de las representaciones antromóficas de Dios, especialmente, del Padre, volviéndose una representación común en Grecia e Italia hacia el siglo XV; los griegos incluso expresaron la idea de la inmanencia del ser de dios a colocando la frase "El ser" (ο ων) en cada uno de los ángulos de la figura. La incorporación del tetragrama y del ojo dentro del triángulo fue una creación propia del arte renacentista, al que se ha dado el significado de la omnisciencia y la omnipresencia de Dios Padre relacionándolo con el pasaje del Nuevo Testamento 1 Pedro 3, 12: "Pues los ojos del Señor miran a los justos [...]."

### Masonería
El símbolo del Ojo que todo lo ve es un símbolo de uso corriente dentro del ritual masónico, donde es conocido como "Delta luminoso", por su semejanza a la letra griega delta (Δ), el cual es representación del Gran Arquitecto del Universo, el cual, en muchas ocasiones tiene inscrito en tetragrama hebreo o solamente la letra hebrea "yod (י)". Es considerado un símbolo de la manifestación omnipresente del principio creador del universo. En las logias masónicas, dependiendo del rito, este símbolo se ubica en la parte superior y central del ala oriente de la sala, entre el sol y la luna. Su ubicación en el oriente, refuerza su símbolo luminoso, solar y de alta sacralidad, ya que este punto cardinal tiene especial significación dentro del ritual masónico.